# بوسه ناز سورمنلی
بوسه ناز سورمنلی (ترکی استانبولی: Busenaz Sürmeneli؛ زادهٔ ۲۵ ژوئن ۱۹۹۸) بوکسور اهل ترکیه است.